# Boltzmann (cràter)
Boltzmann és un antic cràter d'impacte situat al llarg de l'extrem meridional de la Lluna, en les proximitats del Pol Sud. Amb aquesta ubicació, el cràter pràcticament no es pot veure des de la Terra. Es troba al nord de la plana emmurallada del cràter Drygalski, i a l'oest del cràter Li Gentil.

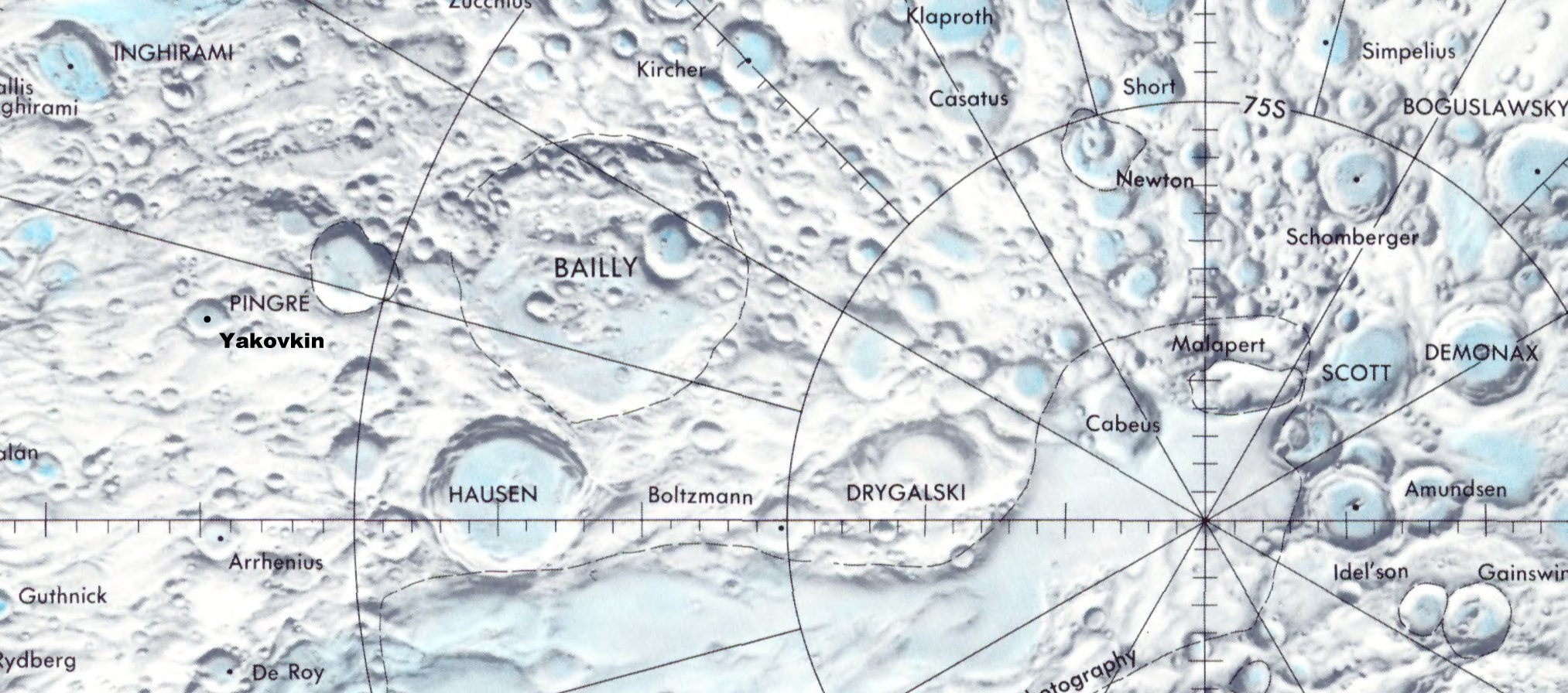
Localització de Boltzmann (centre de la imatge)
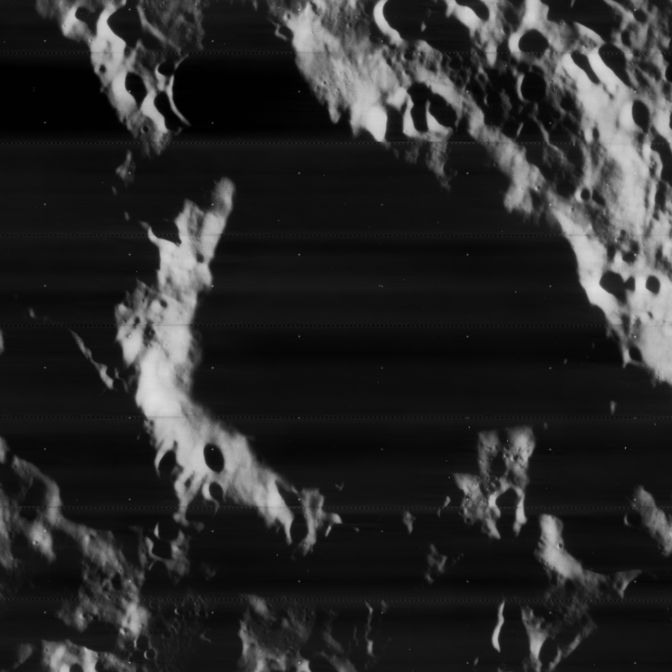
Imatge de la missió Lunar Orbiter 4

Aquesta formació ha estat erosionada per multitud d'impactes petits, deixant els seus trets arrodonits i desgastats. Només algunes restes de la vora original destaquen sobre el terreny circumdant, deixant únicament una depressió a la superfície. L'interior és relativament pla, amb el fons del cràter més rugós en la meitat oriental. Hi ha diversos petits cràters en el seu interior, incloent dos d'ells prop de la paret interna sud-oest i un petit cràter en forma de bol prop de la vora oriental. Lleugerament desplaçat cap al nord-est del punt mig del cràter es troba un pic central baix, poc més que un turó arrodonit.
Al sud-est de la vora del cràter apareix una formació en cadena de petits cràters descrivint un arc que uneix el contorn de Boltzmann amb el costat nord de Drygalski.